# Championnat du monde FIA GT1
Le Championnat du monde FIA GT1 (en anglais : FIA GT1 World Championship) était un championnat de course automobile sur circuit réunissant des voitures de type Grand Tourisme de 1re catégorie (GT1) de la FIA , il a pris la suite en 2010 du Championnat FIA GT qui était essentiellement européen et qui regroupait plusieurs catégories de GT. L'organisateur historique du championnat est la société SRO.
Le règlement technique correspondait à la catégorie GT1 (ex GTS).
Ce championnat se termina fin 2012 pour faire place au FIA GT Series où la catégorie GT1 s'est transformée en une version légèrement améliorée du GT3 avant de fusionner avec les Blancpain GT Series (catégorie sprint) dès 2014.

## Format
Le championnat est organisé pour la première année autour de six marques prestigieuses: Maserati, Aston Martin, Chevrolet, Ford, Lamborghini et Nissan. Chacune de ces marques équipe deux écuries de chacune deux voitures. En 2010, BMW avec l'aide d'Alpina et Toyota via la Lexus LFA ont envisagé un engagement dans ce championnat mais aucun des deux projets n'a abouti. Seules cinq marques et vingt voitures sont présentes en 2011, après la décision du Vitaphone Racing d'évoluer désormais en Blancpain Endurance Series, Maserati s'est retiré du championnat.
En 2011, le titre constructeur devient officiel alors que seuls les titres pilotes et écuries ont été distribués en 2010. La saison 2012 a ensuite pour objectif de pérenniser le championnat avec dix constructeurs différents engageant deux voitures chacun. Trois nouvelles marques sont annoncées dans ce cadre avec Ferrari (458 Italia), BMW (Z4) et Audi (R8 LMS).
Devant les difficultés financières et l'annulation de plusieurs courses durant la saison 2012, le championnat s'arrête au bout de sa troisième saison. Il est remplacé par les FIA GT Series.

## Palmarès
| Saison | Champion                           | Champion                  | Champion                        | Écurie                          | Constructeur  |
| Saison | Nom(s)                             | Voiture                   | Équipe                          | Écurie                          | Constructeur  |
| ------ | ---------------------------------- | ------------------------- | ------------------------------- | ------------------------------- | ------------- |
| 2010   | Michael Bartels / Andrea Bertolini | Maserati MC12             | Vitaphone Racing                | Vitaphone Racing                | Maserati      |
| 2011   | Michael Krumm / Lucas Luhr         | Nissan GT-R               | JR Motorsports                  | Hexis AMR                       | Aston Martin  |
| 2012   | Marc Basseng / Markus Winkelhock   | Mercedes-Benz SLS AMG GT3 | All-Inkl.com Münnich Motorsport | All-Inkl.com Münnich Motorsport | Mercedes-Benz |

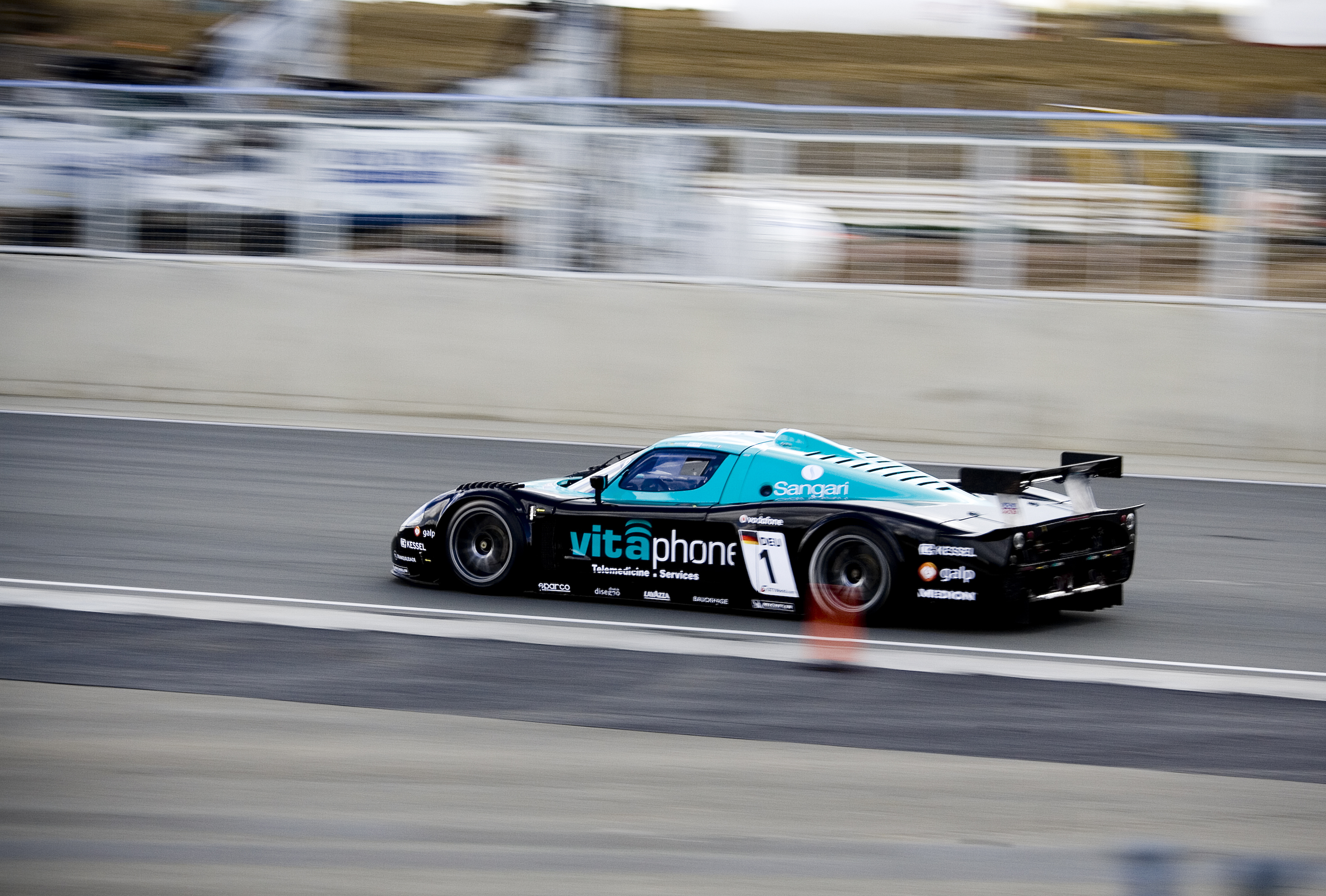
La Maserati championne en 2010
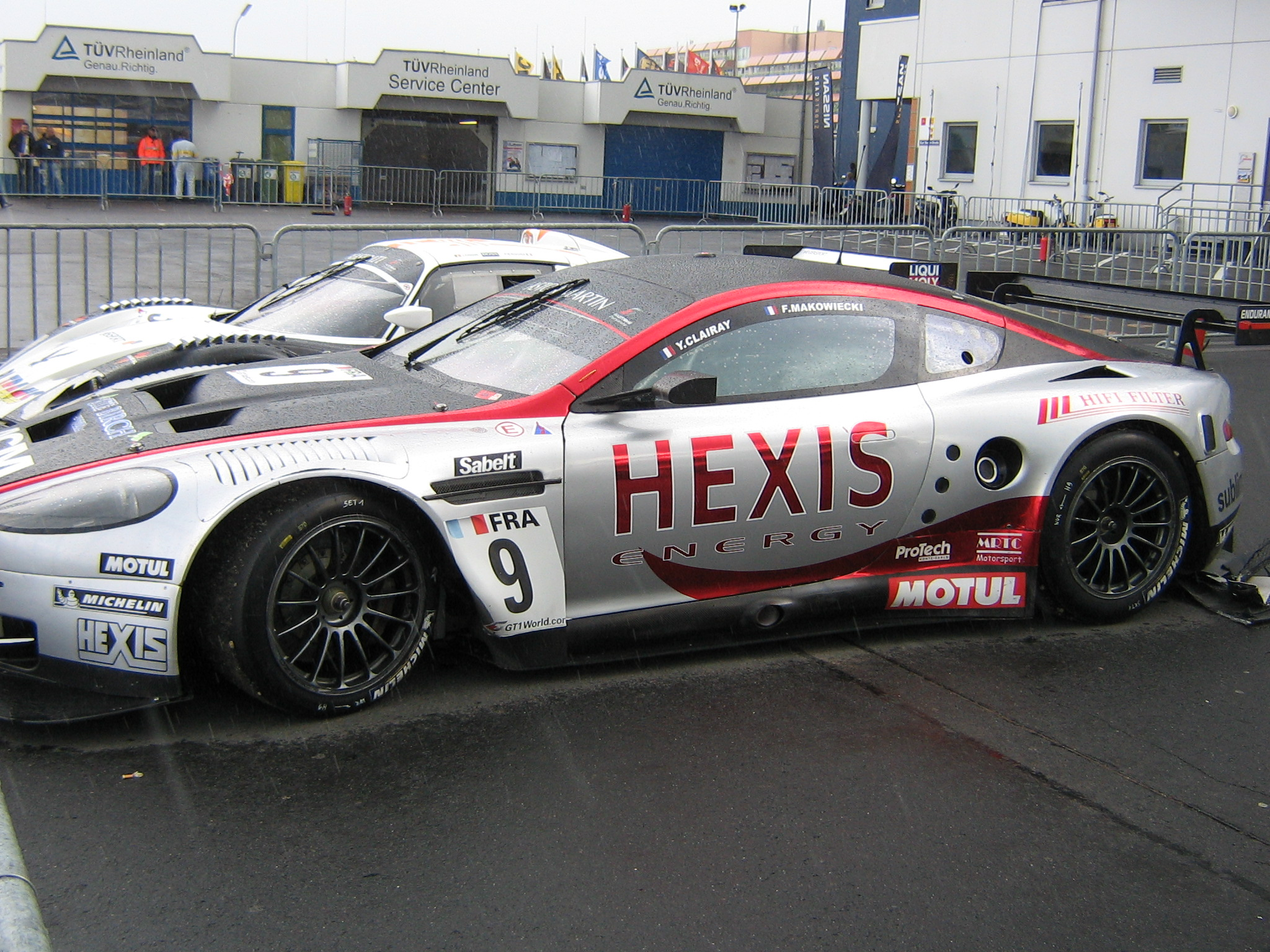
L'Aston Martin Hexis AMR seconde par équipe en 2010
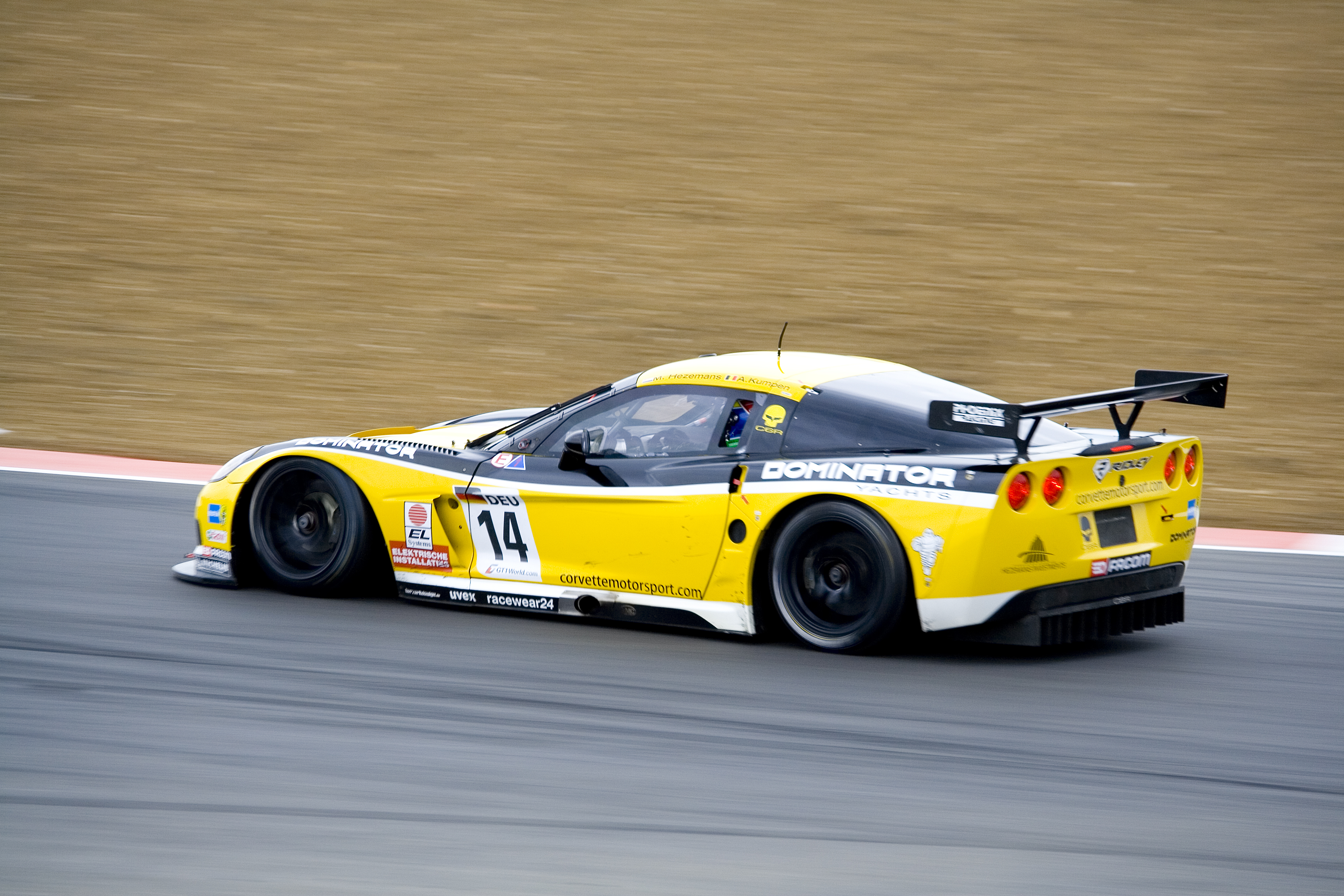
La Corvette Phoenix Carsport en 2010
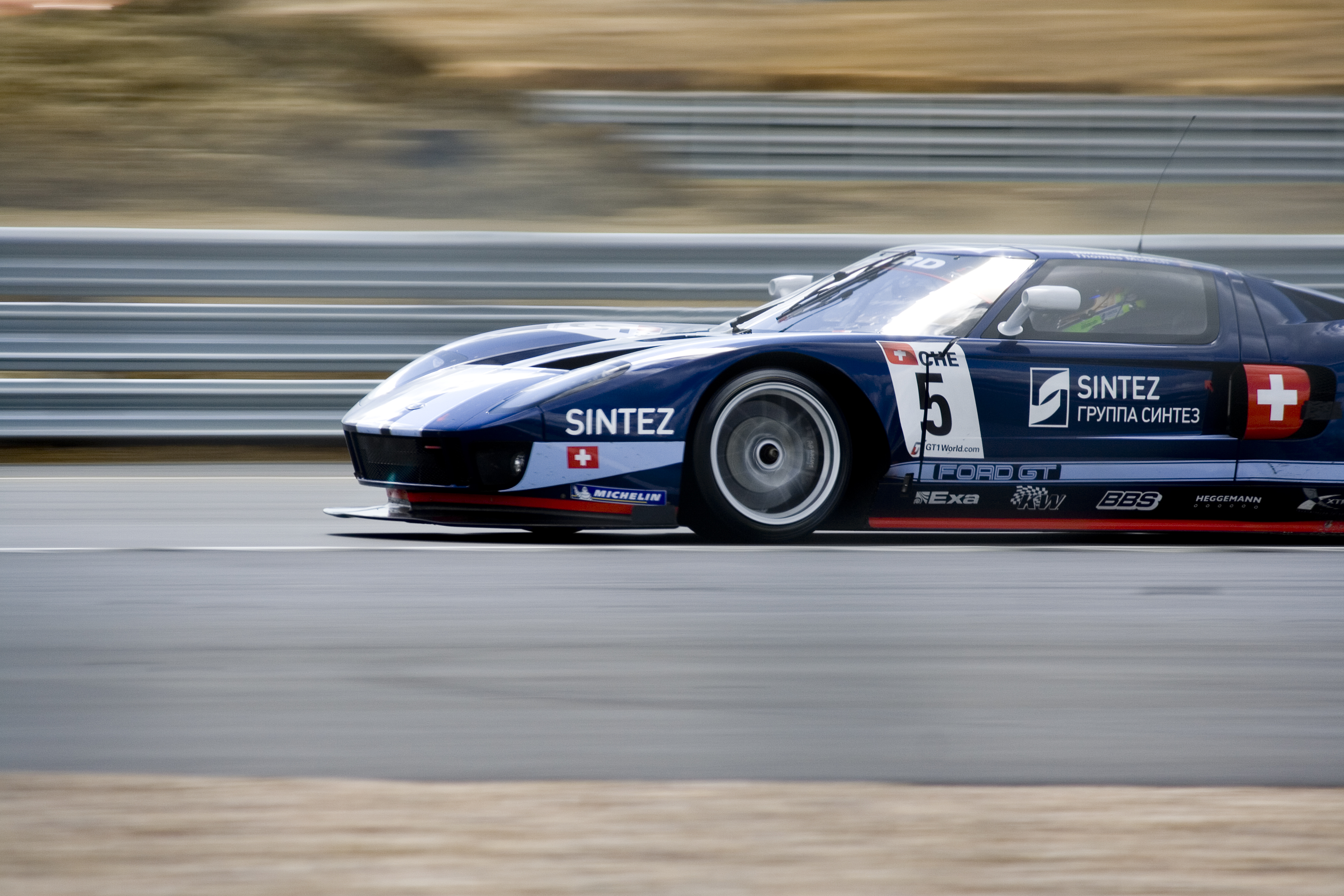
La Ford GT Matech en 2010
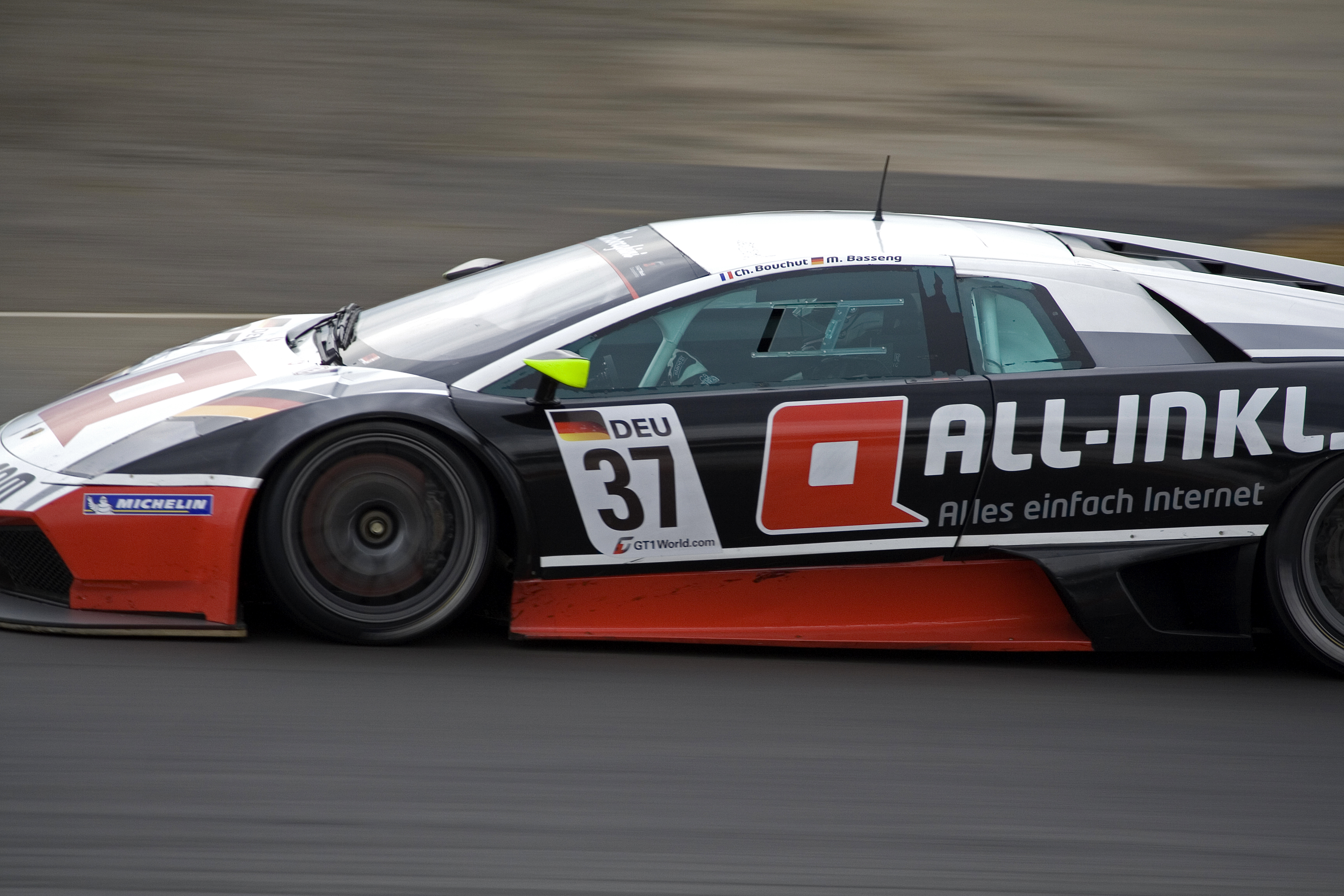
La Lamborghini Murcielago All-Inkl.com en 2010
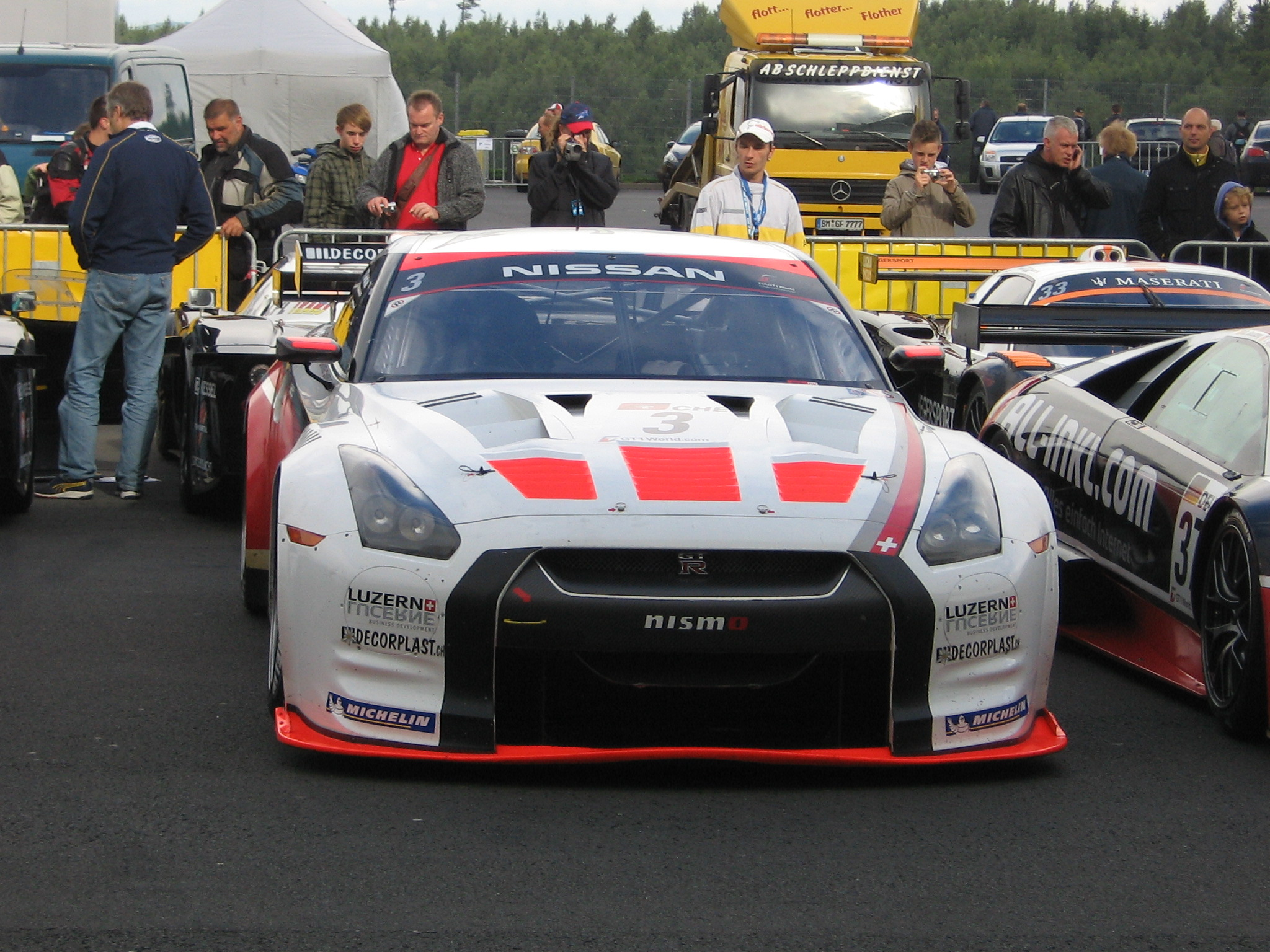
La Nissan GT-R Swiss Racing Team en 2010